# Diactenis
Diactenis es un género de polillas de la familia Tortricidae.

## Especies
- Diactenis barbarae Diakonoff, 1957
- Diactenis bidentifera Meyrick, 1928
- Diactenis deformata Meyrick, 1928
- Diactenis isotima Diakonoff, 1952
- Diactenis orthometalla (Meyrick, 1922)
- Diactenis plumula Diakonoff, 1952
- Diactenis pteroneura Meyrick, 1907
- Diactenis sequax Diakonoff, 1952
- Diactenis thauma Diakonoff, 1952
- Diactenis tryphera Common, 1965
- Diactenis veligera Meyrick, 1928
- Diactenis youngi Razowski, 2000